# Дубровка (Шарлицький район)
Дубро́вка (рос. Дубровка) — село (колишнє селище) у складі Шарлицького району Оренбурзької області, Росія.

## Населення
Населення — 290 осіб (2010; 238 у 2002).
Національний склад (станом на 2002 рік):
- росіяни — 98 %